# Asteia megalophthalma
Asteia megalophthalma är en tvåvingeart som beskrevs av Oswald Duda 1927. Asteia megalophthalma ingår i släktet Asteia och familjen smalvingeflugor.
Artens utbredningsområde är Taiwan. Inga underarter finns listade i Catalogue of Life.